# Wilhelm Börner (Mediziner)
Wilhelm Börner (* 5. Juni 1927 in Obermichelbach; † 14. November 2011 in Würzburg) war ein deutscher Nuklearmediziner. Er war Professor für Nuklearmedizin an der Julius-Maximilians-Universität Würzburg.

## Biografie
Börner studierte von 1948 bis 1953 Medizin an der Universität Erlangen, wurde 1951 Mitglied der musischen Studentenverbindung AMV Fridericiana Erlangen und promovierte 1953 mit einer Arbeit über Strahlenbiologie bei Professor Wachsmann. Zwei Jahre später begann er am Würzburger Universitätsklinikum in der Strahlenbiologie und Laboratoriumsmedizin zu arbeiten. Unter seiner Leitung wurde die dortige Nuklearmedizin im Jahr 1956 als Isotopenabteilung der Medizinischen Poliklinik gegründet. Von 1955 bis 1961 bildete er sich in Innerer Medizin bei Heinrich Franke weiter. Bereits während dieser Zeit hielt er sich mehrmals zu Studienzwecken in England auf, unter anderem auch an der Isotopenschule in Harwell. Nach seiner Anerkennung zum Facharzt 1961 habilitierte er sich in Nuklearmedizin. Börner übernahm 1966 die Leitung der Isotopenabteilung der Universitäts-Poliklinik Würzburg. Zwei Jahre später wurde er außerplanmäßiger Professor. Ab 1976 leitete Börner die Abteilung für Nuklearmedizin der Universität Würzburg. Als 1987 der Lehrstuhl für Nuklearmedizin neu errichtet wurde, übernahm Börner diesen und wurde auch gleichzeitig zum Direktor der Klinik und Poliklinik für Nuklearmedizin ernannt. Börner wurde 1994 emeritiert, die Leitung der Klinik für Nuklearmedizin übernahm Christoph Reiners.

## Wirken und Ehrungen
Börner veröffentlichte über 400 Arbeiten und setzte seinen Schwerpunkt dabei auf Krankheiten der Schilddrüse und deren Therapie. Außerdem veröffentlichte er über Osteoporosediagnostik und Strahlenschutz, außerdem über kurzlebige Radionuklide und deren diagnostische Anwendung. Er war Mitherausgeber der Zeitschrift „Strahlenschutz in Forschung und Praxis“ und Ko-Editor der Zeitschrift „Nuklearmedizin“. Außerdem war er Gründungsmitglied der Bayerischen, Deutschen und Europäischen Gesellschaft für Nuklearmedizin.
Für sein Wirken wurde Börner 1969 mit dem Paul-Martini-Preis geehrt. Außerdem bekam er für sein Lebenswerk 2002 die erste Georg-von-Hevesy-Medaille der Deutschen Gesellschaft für Nuklearmedizin verliehen. Börner war zudem Träger des Bayerischen Verdienstordens (1986). 2010 erhielt er die Ehrenmitgliedschaft der Bayerischen Gesellschaft für Nuklearmedizin.